# Pteridomanie

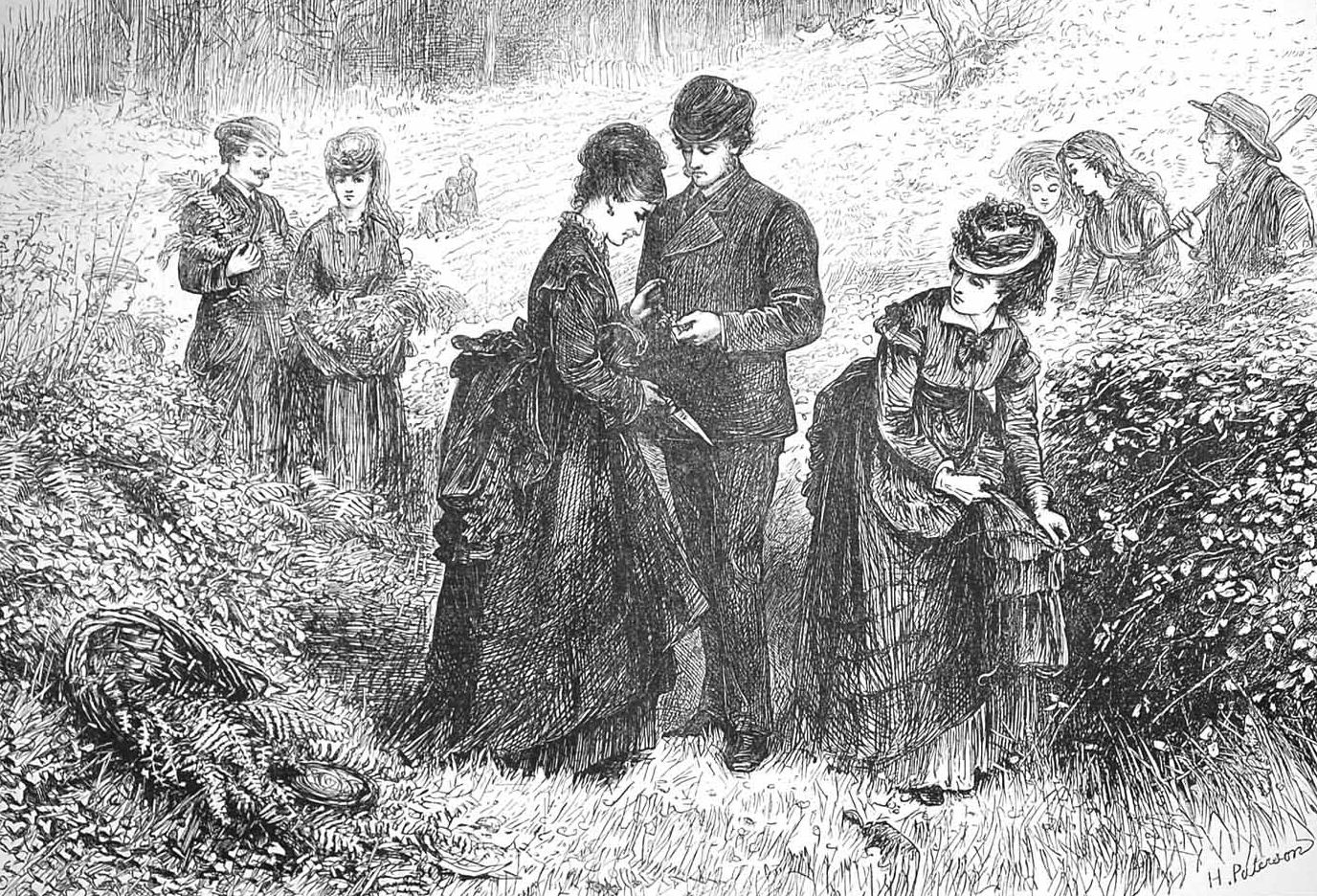
Gathering Ferns
(„Die Farnsammler“), Helen Allingham, Juli 1871

Pteridomanie oder Farnfieber (englisch fern fever, fern craze oder fern madness) sind Bezeichnungen für den Vorgang des exzessiven Farnsammelns in der Viktorianischen Ära. Zu dieser Zeit wurden auch Farnmotive als Dekoration vielseitig verwendet. Sie umfassten unter anderem Keramikgegenstände, Textilien, Skulpturen, Grabsteine und vieles mehr. Das Wort „Pteridomanie“ setzt sich zusammen aus dem wissenschaftlichen Namen für Farne Pterido(phyta) und Manie im Sinne von „übertriebener Leidenschaft“.

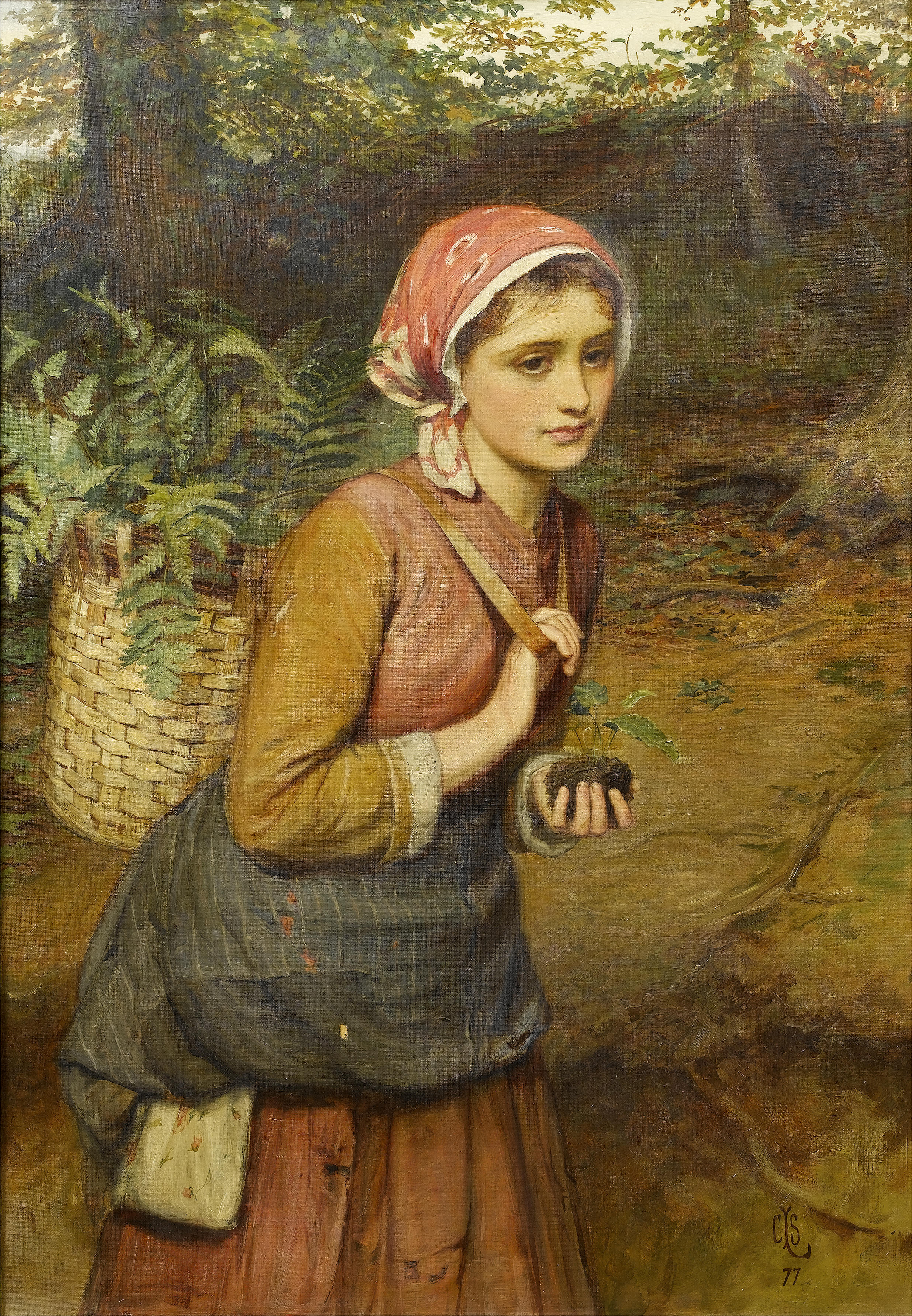
The fern gatherer
(„Die Farnsammlerin“), Charles Sillem Lidderdale, 1871

Das Sammeln von Farnen, dessen Beginn in den 1830er Jahren vermutet wird, zog Liebhaber aus verschiedenen Gesellschaftsschichten an. Für die einen war es ein modisches Hobby, für die anderen eine ernsthafte wissenschaftliche Beschäftigung. Sammler suchten Farnpflanzen entweder direkt in ihren heimischen Lebensräumen oder bezogen sie über Farnhändler. Häufig wurden die Farnwedel anschließend in Alben gepresst, um sie in den Wohnungen auszustellen. Amateur- und Profibotaniker wurden von dieser leicht zugänglichen Pflanze durch immer neue Veröffentlichungen in Zeitschriften, insbesondere dem populären The Phytologist, der erstmals 1844 erschien, angezogen. Farne erwiesen sich als eine besonders geeignete Pflanzengruppe für Neuaufnahmen, da sie bis dahin im Vergleich zu Blütenpflanzen weniger untersucht worden waren. Zudem wurden sie durch die Entwicklung besserer Straßen und die Ausbreitung der Eisenbahn leichter zugänglich.
Auch wurden Pflanzen für die Kultivierung in Gärten und in Innenräumen gesammelt. Gärtnereien boten nicht nur einheimische Arten, sondern auch exotische Arten aus anderen Teilen der Welt an. Charles Kingsley äußerte im Jahr 1855 tiefgründigere Gedanken zum Farnsammeln in seinem Buch Glaucus:

„Eure Töchter vielleicht sind der vorherrschenden Pteridomanie verfallen und streiten über unaussprechliche Namen der Spezien (die in jedem neuen Farn-Buch, das sie kaufen, anders zu lauten scheinen) – und trotzdem könnt ihr nicht abstreiten, dass ihnen das gefällt, dass sie deswegen aktiver sind und fröhlicher, sich selbst öfter vergessen als über Romane, Tratsch, das Häkeln oder Stickwolle.“

Kingsleys Schwester, Charlotte Chanter, trug mit ihrem Buch Ferny Combes. A Ramble after Ferns in the Glens and Valleys of Devonshire (1857) zur romantischen Begeisterung für Farne bei.
Der Hype führte dazu, die Kundschaft neben den etwa 70 einheimischen Farnarten und natürlichen Hybriden auch mit seltenen Varianten von Wildarten zu bedienen. Aus diesen wählten Gartenbauer Hunderte von Sorten für die Zucht aus. Polystichum setiferum, Athyrium filix-femina und Asplenium scolopendrium zum Beispiel brachten jeweils etwa 300 verschiedene Sorten hervor.

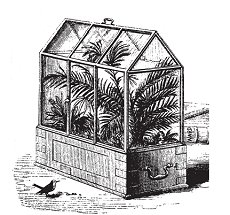
Wardian case

Ein spezielles Mini-Gewächshaus, als Wardian case bezeichnet, war ein Vorläufer des modernen Terrariums. Es wurde um 1829 von einem Arzt namens Nathaniel Bagshaw Ward erfunden, um seine Farne vor der Luftverschmutzung in London zu schützen. Die Wardian-Vitrinen wurden bald zu einem Merkmal stilvoller Salons in Westeuropa und den Vereinigten Staaten und trugen erheblich zur Verbreitung der Pteridomanie bei.
Die übersteigerte Sammelwut führte schließlich zu einer bedeutenden Abnahme vieler Farnarten auf den Britischen Inseln, von denen einige noch heute in Großbritannien auf der „Roten Liste“ stehen.
Nach dem Höhepunkt in den 1860er Jahren verebbte die Obsession und endete schließlich in den 1890er Jahren.